# Echinopepon coulteri
Echinopepon coulteri är en gurkväxtart som först beskrevs av Samuel Frederick Gray, och fick sitt nu gällande namn av Joseph Nelson Rose. Echinopepon coulteri ingår i släktet Echinopepon och familjen gurkväxter. Inga underarter finns listade i Catalogue of Life.